# Лотиківська селищна рада
| Лотиківська селищна рада — орган місцевого самоврядування у Слов'яносербському районі Луганської області з адміністративним центром у смт Лотикове. Історична дата утворення: в 1938 році. Селищній раді підпорядковані населені пункти: - смт Лотикове |

## Склад ради
Рада складається з 20 депутатів та голови.

### Керівний склад ради
| ПІБ                          | Основні відомості                                                        | Дата обрання | Дата звільнення |
| ---------------------------- | ------------------------------------------------------------------------ | ------------ | --------------- |
| Прогулова Світлана Борисівна | Селищний голова, 1960 року народження, освіта, позапартійна              | 26.03.2006   | 04.06.2010      |
| Катасонов Євген Миколайович  | Селищний голова, 1972 року народження, освіта вища, член Партії регіонів | 31.10.2010   |                 |

Примітка: таблиця складена за даними джерела